# Lora Station
Lora Station (Lora stasjon eller Lora stoppested) var en jernbanestation, der lå i Lora i Lesja kommune på Raumabanen i Norge.
Stationen blev åbnet som holdeplads sammen med den første del af banen fra Dombås til Bjorli 19. november 1921, tre år før færdiggørelsen af resten. Stationen blev nedgraderet til trinbræt 1. juni 1970. Fra 29. maj 1988 blev den kun brugt til krydsninger uden stop for persontog, og 27. maj 1990 blev den helt nedlagt.
Stationsbygningen der er opført i lysegult malet træ efter tegninger af NSB Arkitektkontor ved Gudmund Hoel og Bjarne Friis Baastad eksisterer stadig.